# Philip Caputo

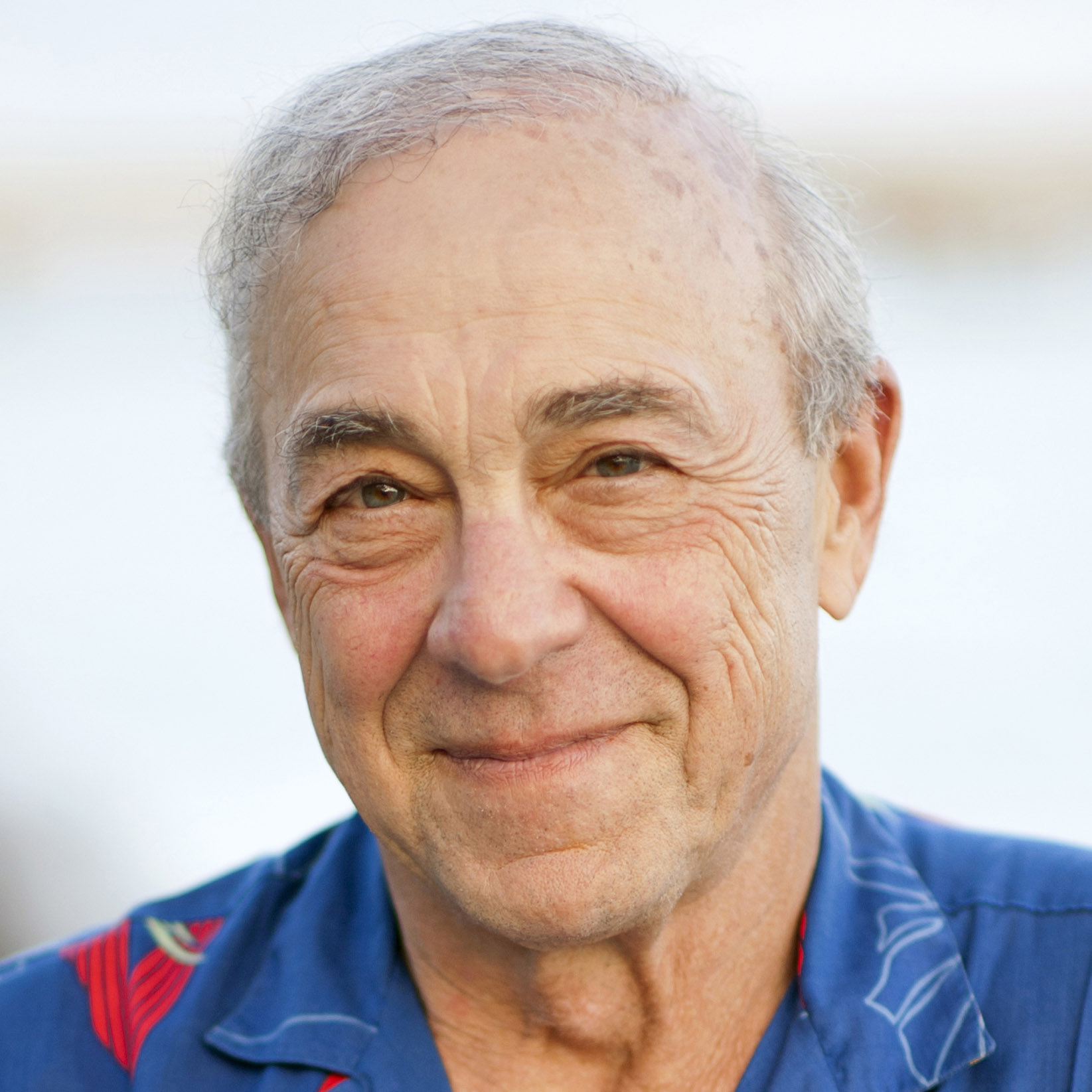
Philip Caputo, 2013

Philip Caputo (* 10. Juni 1941 in Westchester, Illinois) ist ein amerikanischer Autor und Journalist. Große Bekanntheit erlangte er durch seinen Bestseller-Roman A Rumor of War, in dem er seine Erfahrungen als Soldat des United States Marine Corps im Vietnamkrieg beschreibt.
Philip Caputo landete 1965 mit den ersten amerikanischen Kampfeinheiten in Da Nang, Vietnam. Nach 16 Monaten Einsatz beendete Caputo seinen Dienst für die US-Armee in Vietnam. Anschließend arbeitete er als Journalist für Chicago Tribune und später als Nahost-Korrespondent. 1977 veröffentlichte Caputo seine autobiografischen Erinnerungen A Rumor of War. Er lebt in Connecticut.

## Bücher (Auswahl)
- A Rumor of War, 1977, ISBN 0-03-017631-X[1]
- Ghosts of Tsavo, 2002
- In the Shadows of the Morning, 2002
- 13 Seconds: A Look Back At the Kent State Shootings. 2005, ISBN 1-59609-080-4
- Ten Thousand Days of Thunder. 2005